# Dar es Salam (région)
La région de Dar es Salaam est une des 26 divisions administratives de la Tanzanie, formée par Dar es Salaam, la plus grande ville et ancienne capitale du pays, et ses environs. C'est la région la plus riche et la plus densément peuplée du pays.

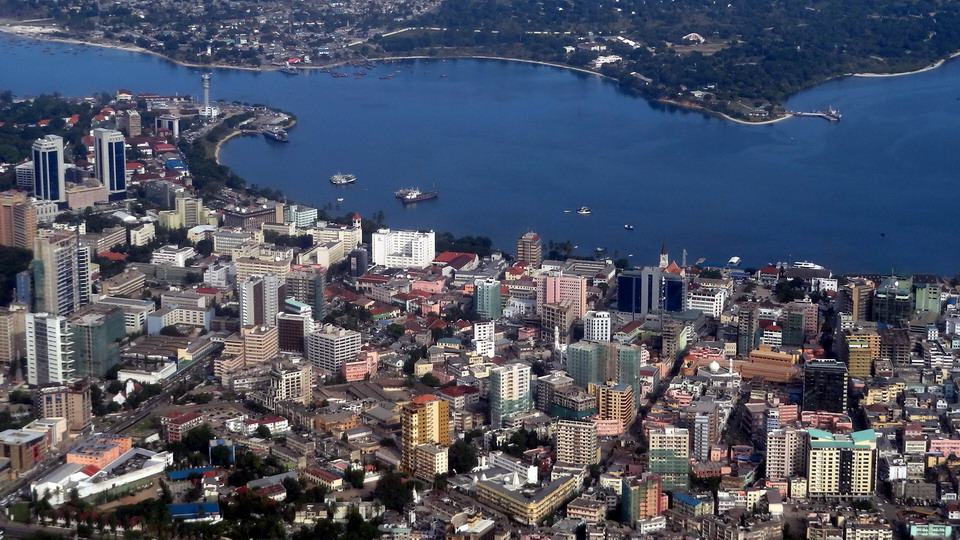
Le centre-ville de Dar es Salaam autour du port à vue d'oiseau

Cette région est découpée en trois districts :
- Ilala
- Kinondoni
- Temeke